# Wielersport op de Olympische Zomerspelen 2020 – Omnium vrouwen
Het omnium voor de vrouwen op de Olympische Zomerspelen 2020 vond plaats op zondag 8 augustus 2021 in de Velodroom van Izu. De vrouwen streden op vier onderdelen: scratch, tempokoers, afvalkoers en puntenkoers. Het goud ging naar de Amerikaanse Jennifer Valente, het zilver was voor thuisrijdster Yumi Kajihara en de Nederlandse Kirsten Wild won brons.

## Resultaten
| rang   | naam                  | land             | resultaten | resultaten | resultaten | resultaten | totaal |
| rang   | naam                  | land             | SR         | TR         | ER         | PR         | totaal |
| ------ | --------------------- | ---------------- | ---------- | ---------- | ---------- | ---------- | ------ |
| Goud   | Jennifer Valente      | Groot-Brittannië | 40         | 36         | 34         | 14         | 124    |
| Zilver | Yumi Kajihara         | Japan            | 38         | 32         | 38         | 2          | 110    |
| Brons  | Kirsten Wild          | Nederland        | 32         | 38         | 20         | 18         | 108    |
| 4      | Amalie Dideriksen     | Denemarken       | 26         | 30         | 36         | 11         | 103    |
| 5      | Anita Yvonne Stenberg | Noorwegen        | 34         | 34         | 26         | 11         | 97     |
| 6      | Laura Kenny           | Groot-Brittannië | 16         | 40         | 16         | 24         | 96     |
| 7      | Maria Martins         | Portugal         | 30         | 26         | 32         | 7          | 95     |
| 8      | Clara Copponi         | Frankrijk        | 16         | 24         | 40         | 5          | 85     |
| 9      | Allison Beveridge     | Canada           | 28         | 20         | 28         | 2          | 78     |
| 10     | Holly Edmondston      | Nieuw-Zeeland    | 24         | 14         | 22         | 7          | 67     |
| 11     | Liu Jiali             | China            | 22         | 28         | 14         | 1          | 65     |
| 12     | Annette Edmondson     | Australië        | 36         | 18         | 6          | 1          | 61     |
| 13     | Emily Kay             | Ierland          | 16         | 16         | 24         | 0          | 56     |
| 14     | Elisa Balsamo         | Italië           | 16         | 22         | 12         | 0          | 50     |
| 15     | Maria Novolodskaja    | Russische ploeg  | 18         | 10         | 18         | 4          | 50     |
| 16     | Tatsjana Sjarakova    | Wit-Rusland      | 20         | 12         | 4          | 0          | 36     |
| 17     | Olivija Baleišytė     | Litouwen         | 16         | 8          | 30         | -20        | 34     |
| 18     | Ebtissam Mohamed      | Egypte           | 16         | 4          | 10         | -20        | DNF    |
| 18     | Pang Yao              | Hongkong         | 16         | 4          | 10         | -40        | DNF    |
|        | Lotte Kopecky         | België           | 16         | DNF        | DNS        | DNS        | DNS    |
|        | Daria Pikulik         | Polen            | 16         | DNF        | DNS        | DNS        | DNS    |

2012: Laura Trott · 
2016: Laura Trott · 
2020: Jennifer Valente ·
2024: Jennifer Valente